# Euthystachys
Euthystachys, monotipski rod grmova, smješten u tribus Stilbeae, dio porodice Stilbaceae, južnoafrički je endem iz provincije Western Cape.  Euthystachys abbreviata iznimno je rijetka vrsta. Poznata je na pet lokacija i potencijalno ugrožena konkurencijom stranih invazivnih biljaka. 

## Stanište
Javlja se na gornjim pješčenjačkim padinama u planinskim fynbosima na velikim nadmorskim visinama.

## Rasprostranjenost
Ova je vrsta endemična za planine Western Capea, gdje se javlja od južnog kraja lanca Witsenberg zapadno od Ceresa do planina Bains Kloof, Wemmershoek i Franschhoek. Ova je vrsta iznimno rijetka. Nedavna (2019.) terenska promatranja pokazuju da su subpopulacije male, da se obično sastoje od manje od 10 biljaka. Ne sumnja se da je populacija u opadanju, ali bi mogla brzo povećati rizik od izumiranja ako strane invazivne biljke koje su trenutačno na njezinom staništu povećaju gustoću.

## Sinonimi
- Campylostachys abbreviata E.Mey.; Comm. Pl. Afr. Austr.: 279 (1838)